# Spilosoma shensii
Spilosoma shensii är en fjärilsart som beskrevs av Daniel 1943. Spilosoma shensii ingår i släktet Spilosoma och familjen björnspinnare. Inga underarter finns listade i Catalogue of Life.